# Ольшево-Божими
Ольшево-Божими (пол. Olszewo-Borzymy) — село в Польщі, у гміні Ступськ Млавського повіту Мазовецького воєводства.
Населення — 86 осіб (2011).
У 1975-1998 роках село належало до Цехановського воєводства.

## Демографія
Демографічна структура станом на 31 березня 2011 року:
|          | Загалом | Допрацездатний вік | Працездатний вік | Постпрацездатний вік |
| -------- | ------- | ------------------ | ---------------- | -------------------- |
| Чоловіки | 46      | 6                  | 32               | 8                    |
| Жінки    | 40      | 5                  | 23               | 12                   |
| Разом    | 86      | 11                 | 55               | 20                   |